# DDT NEW ATTITUDE
DDT NEW ATTITUDE（ディー・ディー・ティー・ニュー・アティテュード）は、DDTプロレスリングが発足したプロジェクト。略称はDNA（ディー・エヌ・エー）。

## 歴史
2014年9月28日、DDTプロレスリング後楽園ホール大会でDDT代表取締役社長の高木三四郎が「若い力が主人公となる新プロジェクト」の発足を発表。高木によるとDDTは年々、所属選手を増やして大所帯になったところに練習生も4人加わり飽和状態になったため闘う場を与えようとプロジェクトの発足を決めたという。10月18日、DDTファンクラブ限定イベントで練習生4人によるエキシビションマッチを開催。11月28日、北沢タウンホールで旗揚げ戦を開催。練習生は、ここでデビューしてDDTとユニオンプロレスでデビュー済の一部、選手も既にDNA所属選手として活動している。
2015年1月9日、新宿FACE大会でゲスト選手が参戦。以降、DDT系列外から若手、中堅、ベテラン、問わずゲスト選手が参戦している。DDTからの移籍組は引き続きDDTにレギュラー参戦。DNA生え抜き選手も12月のDDT地方大会を皮切りに活躍次第でDDTに参戦することもある。以降、DDTの練習生は原則としてDNA所属選手とする。旗揚げ当初はDDT所属選手のDNA参戦はなかったがプロジェクトの発足から1年が経過したことを受けてDDTからの参戦が解禁されて10月12日、北沢タウンホール大会でDDTの坂口征夫の参戦が発表されていて以降、DDT所属選手が参戦している。
2017年2月23日、エス・ピー広告株式会社に運営委託することを発表。大会プロデューサーに佐々木敦規、アドバイザーに豊本明長が就任。7月4日の後楽園ホール大会を以て同体制は終了。
2017年8月5日、新宿FACEでの闘うビアガーデンDNA大会より「第3章」として運営がDDTに戻る。
2018年7月10日、DNA所属全選手のDDT移籍を発表。8月10日の北沢タウンホール大会を以てDNAブランドを休止。高木三四郎は休止の理由としてDNAメンバーがDDT本体興業のレギュラーとなっていたメンバーが増えてきたことで差別化を図る理由が見つからなくなったことを挙げており、また新人デビューが重なった場合には再開もありうることを表明している。

## 最終所属選手
- レッカ（新台湾プロレス兼任所属）
- 勝俣瞬馬
- 岩崎孝樹
- 梅田公太
- MAO
- 渡瀬瑞基（よしもとクリエイティブ・エージェンシー兼任所属）
- 下村大樹
- 島谷常寛
- 上野勇希
- 吉村直巳
- 神野聖人
- 飯野雄貴

## 歴代所属選手
- 中津良太
- レインボー・カワムラ（現：河村知哉）
- 樋口和貞
- 鈴木大
- ディエゴ（旧：ワンチューロ）（マックス・ルチャリブレ兼任所属）
- 宮武俊